# ناتالیا مولچانوا
ناتالیا وادیمُونا مولچانوا(به روسی: Наталья Вадимовна Молчанова) (متولد ۸ مه ۱۹۶۲ - ناپدید شده ۲ اوت ۲۰۱۵)، قهرمان غواصی آزاد روس، دارنده رکوردهای متعدد این رشته و رئیس فدراسیون غواصی آزاد روسیه بود. او در حالی که صاحب ۴۱ رکورد جهانی بود، در روز ۲ اوت سال ۲۰۱۵ در حین غواصی در ایبیزا، اسپانیا ناپدید شد. تلاش‌ها برای یافتن او تا روز ۵ اوت بدون نتیجه ادامه داشت. با توجه به عدم یافتن نشانه‌ای از او، وی درگذشته محسوب می‌شود.